# میشل توسینی
میشل توسینی که با نام میشل دی ریدولفو نیز شناخته می‌شود، (۱۵۰۳–۱۵۷۷) نقاش ایتالیایی دوره تکلف‌گرایی و رنسانس بود.

## زندگی‌نامه
او دوران کارآموزی را زیر دست لورنزو دی کردی و آنتونیو دل چیرایولو سپری کرد. سپس به کارگاه هنری ریدولفو گیرلاندایو رفت و در آنجا بود که نام میشل دی ریدولفو را روی او گذاشتند. بعضی باور دارند که توسینی پسر ریدولفو بوده‌است.
تونیسی کار خود را از اوایل سده شانزدهم میلادی شروع کرد. سبک کارهای او بیشتر تحت تأثیر نقاشانی مانند فرا بارتولومئو و آندریا دل سارتو قرار داشت. تأثیر برونزینو و فرانچسکو سالویاتی نیز در کارهای او آشکار است. بعد از سال ۱۵۵۶ میلادی توسینی به عوان دستیار به جورجو وازاری برای تزئین سالن پانصدنفر در شهر فلورانس کمک کرد.
توسینی استاد برناردینو پوچتی و فرانچسکو برینا بود.

## نگارخانه

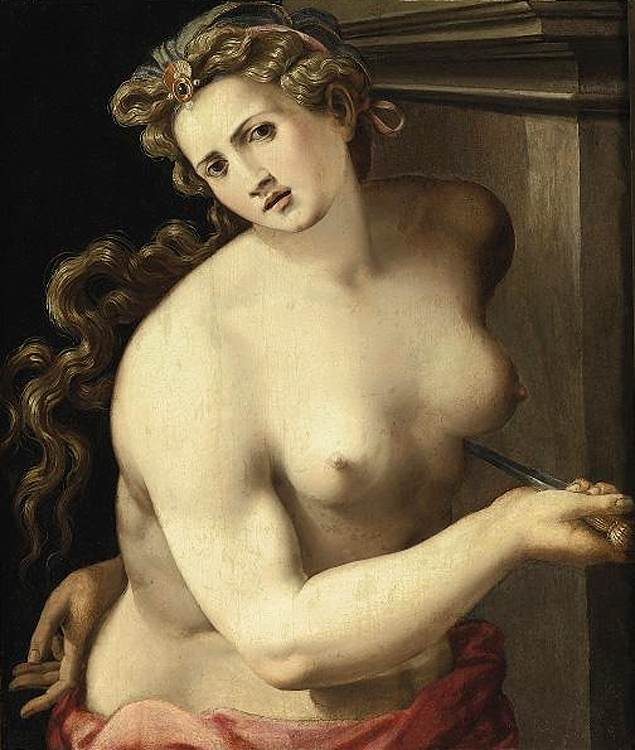
لوکرتیا اثر میشل توسینی، نقاشی رنگ روغن، ۱۵۴۰ میلادی.